# Public Deb No. 1
Public Deb No. 1 é um filme de comédia estadunidense dirigido por Gregory Ratoff e estrelado por George Murphy, Brenda Joyce e Ralph Bellamy. Foi lançado em 13 de setembro de 1940 pela 20th Century Fox.

## Elenco
- George Murphy como Alan Blake
- Brenda Joyce como Penny Cooper
- Ralph Bellamy como Bruce Fairchild
- Elsa Maxwell como Ela mesma
- Mischa Auer como Grisha
- Charles Ruggles como Milburn
- Maxie Rosenbloom como Eric
- Berton Churchill como Magistrado
- Franklin Pangborn como Barman
- Hobart Cavanaugh como Sr. Schlitz
- Lloyd Corrigan como Hugh Stackett
- Ivan Lebedeff como Feodor
- Charles Judels como Ivan
- Elisha Cook Jr. como Comunista
- Herman Bing como Holandês
- Adrian Morris como Guarda